# ヤラー駅
ヤラー駅（ヤラーえき、タイ語:สถานีรถไฟยะลา）は、タイ王国南部ヤラー県ムアンヤラー郡にある、タイ国有鉄道南本線の駅である。

## 概要
ヤラー駅は、タイ王国南部ヤラー県の県庁所在地であり、人口約16万人が暮らすムアンヤラー郡にあるタイ国有鉄道南本線の駅である。旧トンブリー駅より1038.74km地点に位置する。当駅に到着するバンコク発の列車は全てクルンテープ駅発であり、その乗車距離は1054.79kmであり、特急列車利用で15時間である。町の中心部に位置する為、利便性が良い。駅の正面側（西側）が、市街地である。
一等駅であり、1日に20本（10往復）の列車が発着しその内訳は、特急2往復、快速3往復、普通5往復である。
当駅の位置するヤラー県は、タイ南部の県の中で唯一海に面していない県である。

## 歴史
タイ国有鉄道南本線の本格的な工事は北側1カ所（ペッチャブリー駅）、南側2カ所（ソンクラー駅、カンタン駅）の3カ所より開始された。その後南本線はウタパオ駅まで全通し、マレーシアの東海岸線と接続されるべくスンガイコーロック駅に向け工事が開始された。1919年11月1日に、バロ駅まで開通した事に伴い当駅が開業した。1921年9月17日にスンガイコーロック駅まで全通し、南本線が完成した。
- 1919年11月1日 【開業】クローンサイ駅 - バロ駅 (35.63km)
- 1920年3月1日 【開業】バロ駅 - タンヨンマット駅 (37.8km)
- 1921年9月17日 【開業】タンヨンマット駅 - スンガイコーロック駅 (43.49km)

## 駅構造
単式及び島式2面の複合型ホーム3面3線をもつ地上駅であり、駅舎はホームに面している。

## 駅周辺
- ラックムアン（国礎柱）(2.5km)
- クーハーピムック寺院（ワット・クーハーピムック）(8km)